# Harald Arbin
Gustaf Harald (Harald) Arbin-Andersson (Göteborg, 4 augustus 1867 - aldaar, 31 juli 1944) was een Zweeds schoonspringer die deelnam aan de Olympische Zomerspelen 1908 en de Olympische Zomerspelen 1912.
In 1908 werd hij uitgeschakeld in de halve finale van de 10 m torenspringen.
Vier jaar later eindigde hij zesde in hetzelfde onderdeel.